# Plaza Centers
Plaza Centers este o companie de dezvoltare imobiliară din Israel.
Din anul 2006 este listată la Bursa din Londra și este prezentă în țări precum România Ungaria, Polonia sau Cehia, precum și în Asia.
În anul 2013, valoarea totală a activelor Plaza Centers era de 958 milioane euro.

## Plaza Centers în România
Compania deține în România 75% din centrul comercial Dâmbovița Center, dezvoltat pe platforma Casei Radio, pentru care a plătit 40 milioane de dolari (circa 30 milioane de euro) în anul 2006.
Compania deține terenuri în Iași, Miercurea Ciuc, Timișoara, Hunedoara, Târgu-Mureș, Constanța și Slatina, unde a anunțat în urmă cu mai mulți ani că intenționează să construiască centre comerciale.